# 塞基耶尔维波尔卡
塞基耶尔维波尔卡（芬蘭語：Säkkijärven polkka），亦称芬兰波尔卡、卡累利阿-芬兰波尔卡，是一首广为流传的芬兰民间波尔卡舞曲。此曲在芬兰手风琴手中十分流行，特别是由维利约·韦斯泰里宁的演出而深受大众欢迎。该曲最初记录于塞基耶尔维（今俄罗斯列宁格勒州孔德拉季耶沃 ）。曲子常用的歌词中有这样一句：尽管塞基耶尔维已经沦陷（在冬季戰爭中失去），但芬兰人依然有波尔卡。最著名且最具历史意义的录制是在1939年6月17日赫尔辛基德语学校舞厅里进行的。该录音不仅拯救了维堡，且成为历史上塞基耶尔维波尔卡最著名的一次演出。

## 历史
该波尔卡的旋律最早在19世纪末就在卡累利阿开始演奏，尽管当时还没被命名。当时的手风琴手经常把此曲加入他们的演出单里。大多数情况下来自塞基耶尔维的琴手常演奏此曲，所以渐渐地人们开始称其为“塞基耶尔维波尔卡”。此曲旋律与一些俄罗斯西部及波兰曲子类似。

### 韦伊诺·凯海雷和威利·拉尔森
一位来自塞基耶尔维名为韦伊诺·凯海雷（Väinö Kähärä）的琴手对此曲的诞生贡献突出。他把从家乡听到的三个波尔卡曲子合并为一个。1927年他移居美国，并成为纽约一位挪威芬兰裔美国人手风琴手威利·拉尔森的学生。作为回报，凯海雷教了拉尔森一些芬兰舞曲。于是，塞基耶尔维波尔卡首次于1928年10月由拉尔森在纽约替哥伦比亚唱片编曲灌制，伴奏的乐器是鍵盤式手風琴。

### 维利约·韦斯泰里宁
维利约·韦斯泰里宁（Viljo Vesterinen）录制过此曲四次。他的第一次录制最早在1930年进行的。该录音并非是手风琴独奏，而是加有歌词伴唱。之后他分别在1939年、1947年及1952年录制过此曲。

## 轶事
继续战争期间，刚刚收复维堡的芬军发现撤退的苏军在城市周围布下了许多无线电控制的地雷。芬兰陆军及芬兰广播公司的专家们在搞清楚这种地雷的工作原理后，發現這種地雷是透過幾個特定的音頻來引爆，便在维堡设置了一台移动发射器，在地雷使用的频率上不断播放这首曲子以干扰地雷工作。

## 流行文化
动画电影少女与战车剧场版将这首曲子用作繼續高中的主題曲。

## 扩展链接
- A MIDI of Säkkijärven polkka （页面存档备份，存于）